# Río Alme

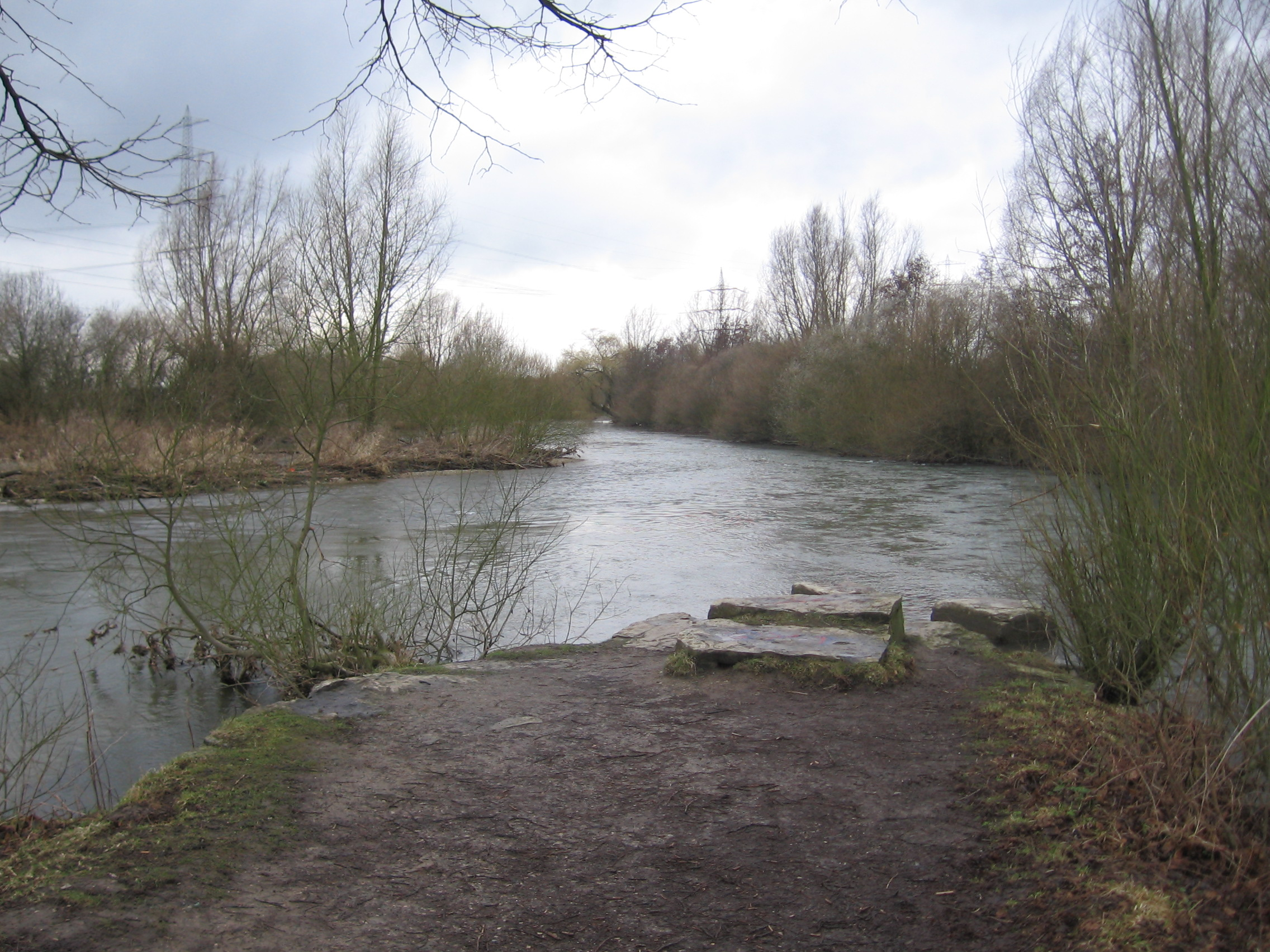
Desembocadura del Alme.

El Alme es un río de 59 kilómetros de longitud situado en Renania del Norte-Westfalia, Alemania. Es un afluente por la izquierda del Lippe, en el que desemboca cerca de Paderborn. El Alme delimita el valle del Alme y atraviesa las ciudades de Büren, Borchen y Paderborn.

## Afluentes
- Nette
- Gosse
- Afte
- Altenau (Alme)|Altenau

## Historia

### Inundación de 1965
En julio de 1965 se produjo una inundación devastadora, que pasó a formar parte de la historia regional como una inundación única en cien años y es recordada por los lugareños como la "Heinrichsflut" (Inundación del Día de Enrique). Tras las fuertes lluvias caídas entre el 15 y el 17 de julio (más de 135 L/m2), se inundaron los sótanos. En el pueblo de Wewelsburg se derrumbó un puente y fue necesaria la intervención de una unidad de zapadores del ejército. Las calles se convirtieron en cauces fluviales, hubo que interrumpir el tráfico ferroviario y de autobuses, 16 personas murieron. Como consecuencia de la inundación, que también afectó a los afluentes del Alme y al propio río Lippe, se fundó la "Wasserverband Obere Lippe" (junta para la gestión de la cuenca superior del río Lippe), uno de cuyos objetivos es prevenir o mitigar los daños que puedan causar nuevas inundaciones, principalmente mediante la construcción de cuencas de retención.

### Inundación de 2007

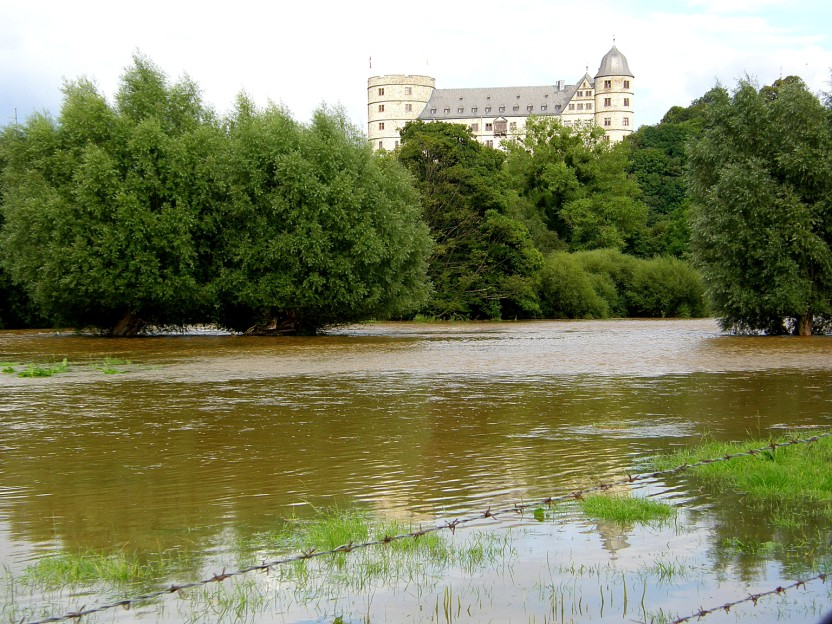
Inundación del Alme el 22 de agosto de 2007 cerca de Wewelsburg

El 22 de agosto de 2007, el río Alme se desbordó en los alrededores de la ciudad de Büren, tras fuertes lluvias de unos 70 L/m2 en el transcurso de una noche. En el pueblo de Weine, la crecida superó la de 1965. Aunque el efecto de la inundación fue menos arrollador que el del "Heinrichsflut", las escuelas de Büren tuvieron que terminar antes de tiempo y enviar a los alumnos a casa, algunas calles quedaron intransitables. 220 bomberos locales apoyados por unidades de respuesta a emergencias de THW, DLRG y DRK se desplegaron para despejar los sótanos inundados o proteger las casas en terrenos bajos apilando sacos de arena.